# Liste des évêques de Vic

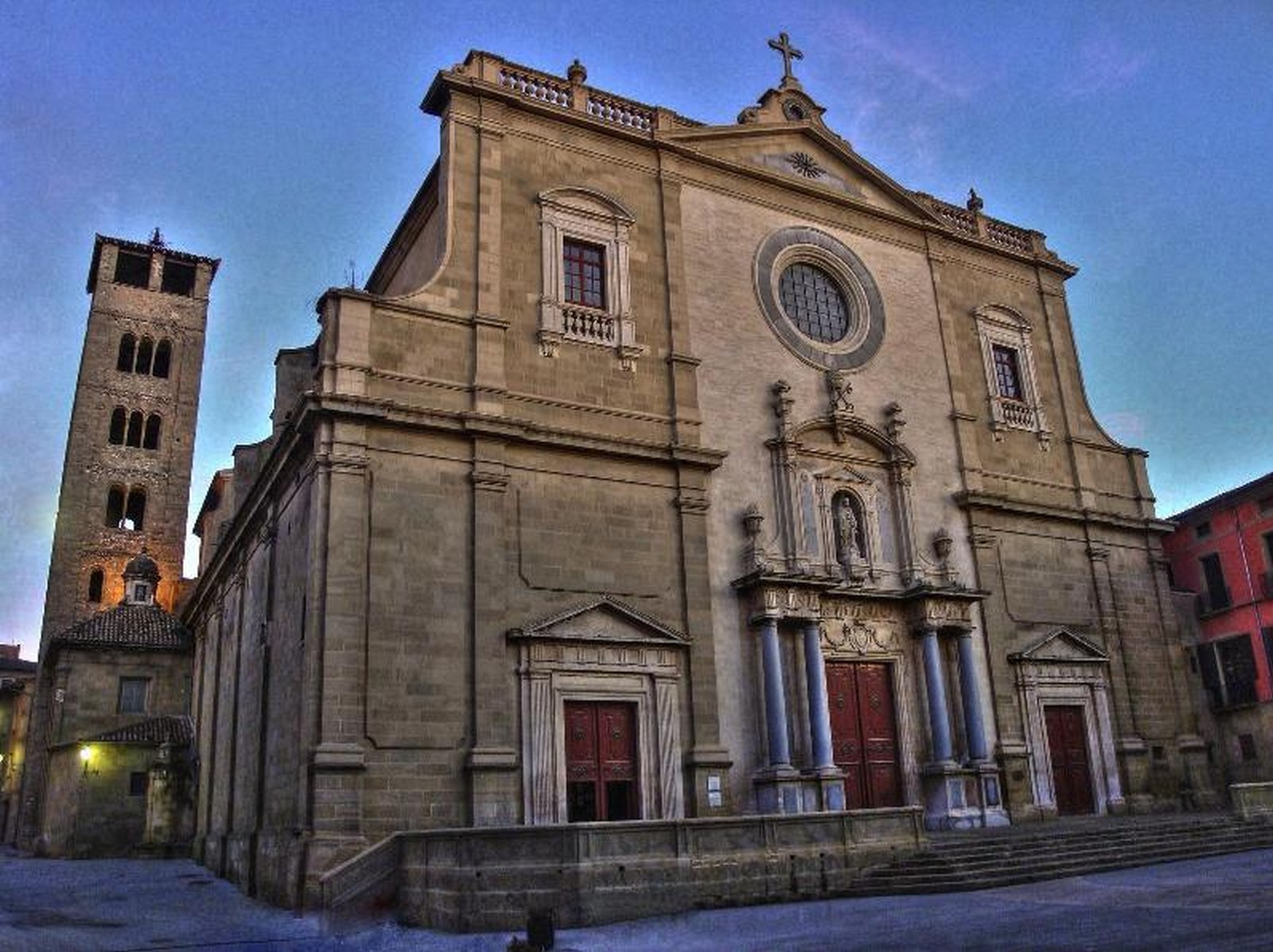
La cathédrale de Vic.

Ceci est une liste des évêques de Vic, à la tête du diocèse de Vic depuis sa création par l'évêque Cinidus, en 516, à aujourd’hui.

## Liste des évêques

### Antiquité
- 516–517 : Cinidus
- 589–599 : Aquilinus
- 610 : Théodore
- 614–633 : Etienne
- 636–638 : Domnus
- 643–653 : Guéric
- 683–693 : Guisfred

### Moyen Âge
- 886–vers 899 : Gothmar
- 899–914 : Idalguer
- 914–947 : Georges
- 948–957 : Guadamir
- 957–971 : Aton
- 972–993 : Fruia
- 993–1010 : Arnulf
- 1010–1018 : Borell

- 1017–1046 : Oliba de Besalu

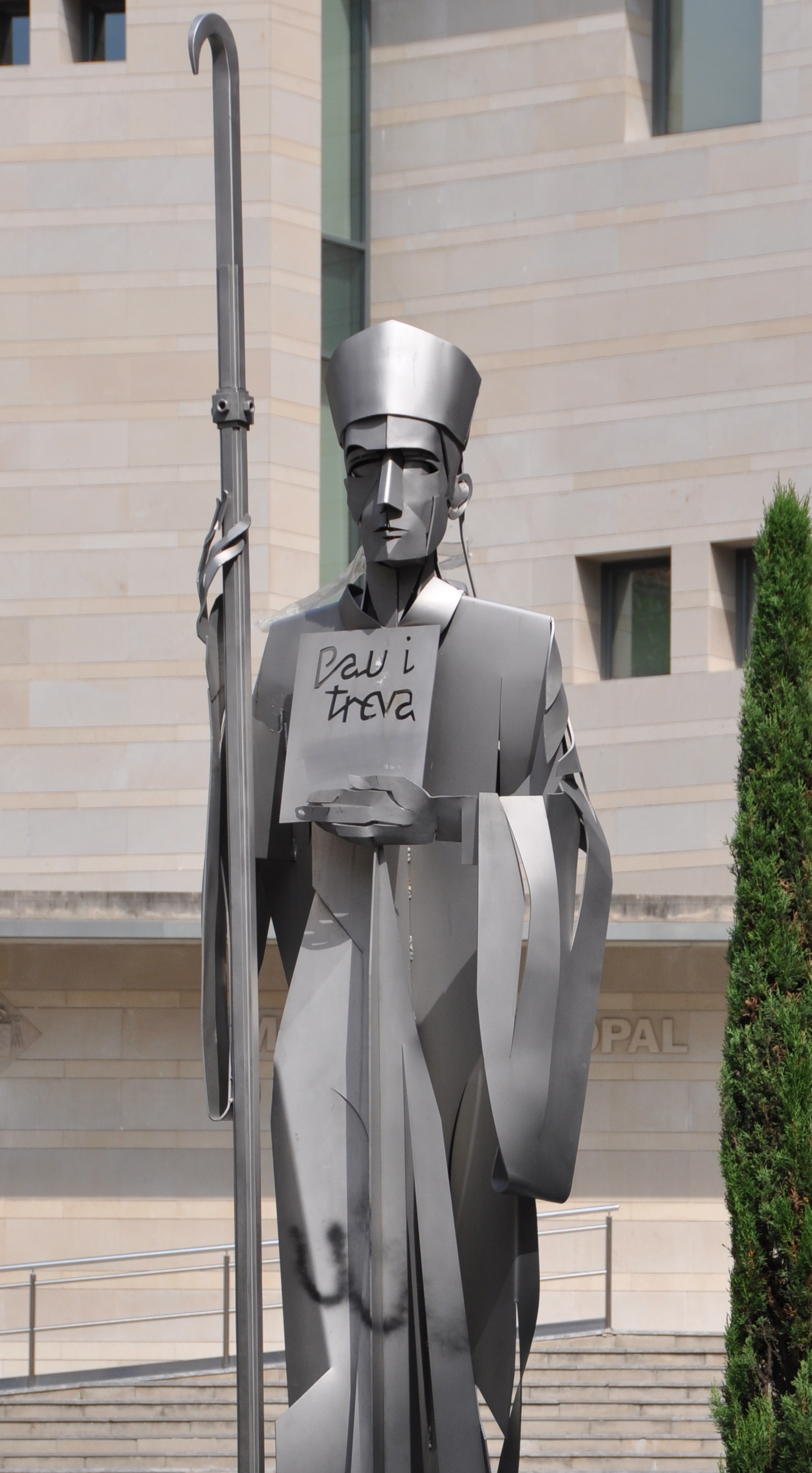
Statue d'Oliba de Besalu sur la place qui porte son nom à Vic, devant la cathédrale Saint-Pierre.

- 1046–1076 : Guillaume de Balsareny
- 1078–1099 : Bérenger Sunifred de Lluçà
- 1100–1101 : Guillaume Bérenger
- 1102–1109 : Arnaud de Malla
- 1109–1146 : Raimond Gaufred
- 1147–1185 : Pierre de Redorta
- 1185–1194 : Raimond Xetmar de Castellterçol
- 1195–1233 : Guillaume de Tavertet
- 1233–1243 : Bernard Calbó
- 1244–1264 : Bernard de Mur
- 1264–1298 : Raimond d’Anglesola
- 1298–1301 : Bérenger de Bellvís
- 1302–1306 : Pons de Vilaró
- 1306 : Raimond d’Anglesola
- 1306–1328 : Bérenger de Saguàrdia
- 1328–1345 : Galceran Sacosta
- 1345–1346 : Miquel de Ricomà
- 1346–1349 : Hugues de Fenouillet
- 1349–1352 : Loup Fernández de Luna
- 1352–1377 : Raimond de Bellera
- 1377–1387 : Garcia Fernández de Heredia
- 1387–1392 : Fernando Pérez Calvillo
- 1392–1393 : Jean de Baufés
- 1393–1400 : François Riquer i Bastero
- 1400–1410 : Diego de Heredia
- 1410–1423 : Alphonse de Tous
- 1423 : Michel de Navès
- 1424–1445 : Jordi d’Ornós
- 1445–1459 : Jaime Francisco de Cardona i de Aragón
- 1459–1473 : Côme de Montserrat
- 1474–1493 : Guillaume Raimond de Montcada i de Vilaragut

### Époque moderne
- 1493–1505 : Joan de Peralta
- 1506–1511 : Joan d’Enguera, O.P.
- 1511–1553 : Joan de Tormo
- 1554–1564 : Acisclo Moya de Contreras
- 1564–1572 : Benet de Tocco, O.S.B.
- 1573 : Joan Beltran de Guevara
- 1574–1575 : Bernat de Josa i de Cardona, O.S.B.
- 1577–1584 : Pere d’Aragon
- 1584–87 : Joan Baptista de Cardona
- 1587–1597 : Pere Jaime
- 1597 : Joan Vila
- 1598–1607 : Francesc Robuster i Sala
- 1608–1612 : Onofre de Reard
- 1612–1613 : Antoni Gallard i de Treginer
- 1614–1625 : Andrés de San Jerónimo, O.S.H.
- 1627–1634 : Pere de Magarola i Fontanet
- 1635–1638 : Gaspar Gil y Miravete de Blancas
- 1639 : Alfonso de Requeséns Fenollet, O.F.M.
- 1640–1655 : Ramon de Setmenat i de Lanuza
- 1656–1662 : Francesc Crespí de Valldaura i Brizuela
- 1663–1664 : Brauli Sunyer
- 1665–1674 : Jaume de Copons i de Tamarit
- 1674–1684 : Jaume Mas
- 1684–1704 : Antoni Pascual
- 1710–1720 : Manuel de Santjust i Pagès
- 1721–1744 : Ramon de Marimon i de Corbera-Santcliment
- 1744–1751 : Manuel Muñoz i Guil
- 1752–1775 : Bartolomé Sarmentero, O.F.M.
- 1777–1782 : Antoni Manuel de Hartalejo Lopez, O. de M.
- 1783–1815 : Francesc de Veyan i Mola

### Période contemporaine
- 1816–1823 : Ramon Strauch i Vidal, O.F.M.
- 1825–1835 : Pau Jesús Corcuera i Caserta
- 1848–1852 : Llucià Casadevall i Duran
- 1854–1857 : Antoni Palau i Térmens
- 1858–1865 : Joan-Josep Castanyer i Ribas
- 1866–1872 : Antoni Lluís Jordà i Soler
- 1876–1881 : Pere Colomer i Mestres
- 1882–1899 : Josep Morgades i Gili
- 1899–1916 : Josep Torras i Bages
- 1916–1927 : Francesc Muñoz i Izquierdo
- 1927–1955 : Joan Perelló i Pou, M.SS.CC
- 1956–1983 : Ramon Masnou Boixeda
- 1983–2003 : José María Guix
- 2003–... : Román Casanova (es)